# 小行星7561
小行星7561（英語：7561 Patrickmichel）是一颗围绕太阳公转的小行星。1986年10月7日，愛德華·鮑威爾在可可尼诺县发现了此天体。
这颗小行星的绝对星等为348.010008532126等。